# Змияне
Змияне (серб. Змијање, босн. Zmijanje) — географическая область в Республике Сербской, Босния и Герцеговина. Находится в окрестностях горы Маняча. Занимает территорию бывшей нахии Змияне, которая существовала во времена Османского владычества. Традиционная вышивка области Змияне в 2014 году была включена в список шедевров устного и нематериального культурного наследия человечества ЮНЕСКО.

## Населённые пункты
Область Змияне находится на территории общин Баня-Лука и Рибник. Населённые пункты горной части Змияне: Стричичи, Стражице, Ситница, Локвари, Дуяковци, Лусичи, Соколово, Горне-Ратково и Доне-Ратково. Населённые пункты долинной части Змияне: Добрня, Шливно, Зеленци, Радманичи и Вилуси.

## История
Нынешняя область Змияне примерно совпадает со средневековой жупанией Земляник, которая была впервые упомянута в грамоте боснийского бана Приезды II 1287 года. Более поздние источники вплоть до XVI века содержат мало информации об этой области. В начале XVI века через эти места проезжал путешественник Бенедикт Курипешич, который упоминал, что «поблизости живёт много мартолозов и овчаров». Предположительно, примерно в это время влашское скотоводческое население перебралось в эти места после турецкого завоевания Сербии и Боснии. Область Змияне также оказалась под османским владычеством.

## Традиционная вышивка
В области Змияне распространена особая техника вышивки. Традиционно вышивкой занимаются женщины. Она используется для украшения женских костюмов и предметов обихода, в частности, свадебных платьев, одежды, шарфов, постельного белья. Для этой вышивки характерно использование нити тёмно-синего цвета для вышивания геометрических орнаментов. Сложность вышитого рисунка определял социальный статус женщины. Каждая вышивальщица привносит в технику что-то своё, навыки и умения передаются из поколения в поколения.